# Kassetteloft
Kassetteloft henviser til udsmykningen af et loft, et hvælv eller en bues inderside (intrados) bestående af forsænkede firkanter eller polygone felter, som f.eks. i Pantheon i Rom eller Christiansborg Slotskirke.
I forbindelse med moderne såkaldte forsænkede lofter eller nedhængte lofter kaldes de enkelte "firkanter" i loftet for loftkassetter eller akustikkassetter. Det falske loft er ophængt i en separat konstruktion fra det »rigtige« loft, og i mellemrummet kan installationer som ventilationskanaler og elektriske kabler skjules. Denne type loft bruges ofte på kontorer, hospitaler, stormagasiner osv.
I klassicistisk arkitektur indeholder hver kassette ofte et rundt eller ovalt ornament med kronbladlignende udstrålende former, ofte akantusblade, sammen med en roset.